# 太平橋村
太平橋村是浙江省湖州市吳興區埭溪鎮下辖的一个行政村，地處湖州西部山區，是埭溪鎮梅峰片中心村。有7個自然村（賈介、軫嶺、下窯、下施、瑭村、仙村、車埠），9個村民小組，總人口1618人，443戶，村兩委會人員5名，黨員70名，勞動力791人，耕地面積959畝，山林面積14303畝。

## 外部連結
- 吳興區埭溪鎮太平橋村[永久]